# Liste des cathédrales du Mato Grosso do Sul
Cet article recense les cathédrales du Mato Grosso do Sul au Brésil.

## Généralités
Du point de vue de l'Église catholique, l'État du Mato Grosso do Sul est administré par un archidiocèse et six diocèses : on y compte sept cathédrales.

## Liste
| Édifice                                   | Ville        | Juridiction      | Coordonnées                        | Illus. |
| ----------------------------------------- | ------------ | ---------------- | ---------------------------------- | ------ |
| Notre-Dame-d'Abadia-et-Saint-Antoine (pt) | Campo Grande | Campo Grande     | 20° 27′ 57″ sud, 54° 37′ 07″ ouest |        |
| Notre-Dame-de-Candelaria (pt)             | Corumbá      | Corumbá (pt)     | 18° 59′ 56″ sud, 57° 39′ 02″ ouest |        |
| Saint-Joseph (id)                         | Coxim        | Coxim (pt)       | 18° 30′ 22″ sud, 54° 45′ 38″ ouest |        |
| Notre-Dame-de-l'Immaculée-Conception (id) | Dourados     | Dourados (pt)    | 22° 13′ 43″ sud, 54° 48′ 36″ ouest |        |
| Notre-Dame-de-Fátima (id)                 | Jardim       | Jardim (pt)      | 21° 28′ 49″ sud, 56° 09′ 22″ ouest |        |
| Notre-Dame-de-Fátima (pt)                 | Naviraí      | Naviraí (pt)     | 23° 03′ 42″ sud, 54° 12′ 09″ ouest |        |
| Sacré-Cœur (id)                           | Três Lagoas  | Três Lagoas (pt) | 20° 47′ 06″ sud, 51° 42′ 19″ ouest |        |